# المنصورفوري
هو محمد سليمان المنصورفوري ولد سنة 1284هـ / 1867م في بلدة منصوربور (بنجاب الهند). درس القرآن الكريم واللغة العربية على يد والده، واستفاد في دراسته للغة العربية من الشيخ العلامة عبد العزيز الذي كان يقطن بلدة كوم القريبة من لدهيانه، كما درس اللغة الفارسية على يد منشى سكهن لال أستاذ الفارسية في كلية مهندرا في بتيالة. نال درجة منشي فاضل من كلية مهندرا سنة 1352 هـ/ 1884م وكان الأول على جميع طلاب الجامعة، وتقلد وظيفة في إحدى إدارات التعليم، وترقى في منصبه وعمل بالقضاء، وقد تقاعد سنة 1343 هـ/ 1924 م.
توفي في عودته من الحج في هذه المرة، حينما كان على الباخرة في البحر في طريقه إلى الهند وحدثت الوفاة في الساعة الحادية عشرة، وقد أم صلاة الجنازة سيد محمد إسماعيل الغزنوي، وكان ذلك بالقرب من يلملم داخل حدود الحرم. وتم إسقاط الجثة في البحر، في وقت صلاة الجمعة، وكان ذلك في الأول من محرم عام 1348 هـ الموافق للثلاثين من مايو عام 1930 م.

## أعماله
ترك عددا من الكتب والرسائل بعضها مطبوع وبعضها لم يطبع حتى الآن وبعضها مفقود:
- رحمة للعالمين: من أهم مؤلفاته
- سفرنامه حجاز (تاريخ الحرمين) طبع لأول مرة سنة 1342 هـ/ 1924 م ثم صدرت له طبعة ثانية كتب بتعليقاتها وحواشيها وترجم العبارات الفارسية والعربية الواردة في الكتاب إلى الأردية القاضي عبد الباري المنصوربوري وبهذه الطبعة ملحق عن سيرة المؤلف بقلم القاضي عبد الباقي المنصوربوري.
ويعد كتاب سفرنامه حجاز من الكتب الهامة التي تلقي الضوء على تاريخ الجزيرة العربية ومعالمها الحضارية والعمرانية في ذلك الوقت وكذلك جوانب الحياة الثقافية والعلمية هذا بالإضافة إلى ما يفيد القراء من موضوعات تتعلق بمقارنة الأديان كما يستفيد من الكتاب كل حاج يريد أن يحج كما حج رسول الله - صلى الله عليه وسلم -.
- تفسير سورة يوسف وقد سماه «الجمال والكمال».
- تاريخ المشاهير، سلسلة من المقالات كتبها لجريدة الوكيل التي كانت تصدر بالأردية.
- أصحاب بدر وقد كتبه المؤلف بعد أن لاحظ أن والده كان مشغولا بعمل فهارس لأسماء أصحاب بدر، فكتب القاضي سليمان هذا الكتاب عن الموضوع ذاته.
- الصلاة والسلام، ترجمة لكتاب ابن القيم جلاء الأفهام.
- تأييد الإسلام. وهو في رد القاديانية وقد نشره المؤلف سنة 1310 هـ ومعه قصيدة في حمد الله تبارك وتعالى.
- غاية المرام وهو أيضا في رد القاديانية.
- الاستقامة.
- البرهان.
- ابن الله في الأناجيل.
- رد على طلب.
وهذه الكتب تتعلق بالنصرانية.
- مهر النبوة. كتاب في السيرة النبوية للأطفال.
- تفسير سورة الفلق. وهذه ترجمة أردية لتفسير السورة المذكورة للإمام الرازي.
- حجة الله البالغة. ترجمة إلى الأردية ولم تطبع المسودة وفقدت فيما بعد.
- المسح على الجورب، وهذه ترجمة رسالة كتبها العلامة جلال الدين السيوطي، وهي مفقودة.
- مكاتيب سلمان ونشرت بعد وفاته
- خطبات سلمان ونشرت أيضا بعد وفاته.
- الصلاة (مترجم)
- تبيان الحج وقد أثبتت مع رحلته للحج الطبعة الثانية [ص:249] وما بعدها وهي رسالة صغيرة تتضمن موضوع أداء مناسك الحج والعمرة والزيارة الشرعية.
- شرح أسماء الله الحسنى وهو آخر مؤلفاته.
- مرآة التصوف. ترجمة لما كتبه الإمام الغزالي.
ومن مؤلفاته أيضا: معراج المؤمنين، الإسلام والسيف. تبليغ الإسلام، نصيحة الدعاة، أحوال كربلا، الأسوة الحسنة، سيد البشر. ومقارنة بين القرآن والتوراة والإنجيل.